# Refugi de l'Estany de la Gola
El Refugi de l'Estany de la Gola és un refugi de muntanya de la vall d'Unarre, dins del terme municipal de la Guingueta d'Àneu, a la comarca del Pallars Sobirà. Pertanyia a l'antic municipi d'Unarre.
Està situat a 2.231,4 m d'altitud, a uns 170 metres al sud-est de la petita presa de l'Estany de la Gola, a l'esquerra del Riu d'Unarre. S'hi arriba seguint el Camí de l'Estany de la Gola des de les Bordes d'Aurós, que és prou practicable per a vehicles tot terreny -amb accés restringit en tractar-se d'un parc natural- fins al nord del Planell de Sartari, des d'on només es pot continuar a peu.
Es va construir amb el material de l'enderroc de les antigues instal·lacions de la presa i d'uns barracons propietat de l'empresa hidroelèctrica que explotava els recursos de la zona.
Es troba dins del Parc Natural de l'Alt Pirineu. És un refugi lliure, propietat de l'Ajuntament de la Guingueta d'Àneu. La situació, a la capçalera del Riu d'Unarre, en un circ de muntanyes d'alçades superiors als 2.500 metres, en fa un lloc idoni per als practicants de l'excursionisme. Tanca la vall del Riu d'Unarre pel costat de ponent la Serra Mitjana, i pel de llevant, la carena formada, de nord a sud, pels cims del Mont-roig, Pic de la Gallina, Pic de Ventolau, Pic dels Tres Estanys, Pica de la Coma del Forn i Serra Mascarida, rere la qual hi ha el Campirme.